# 文禮信
文禮信（英語：Alasdair Morrison, 1948年—）花旗集團的高級顧問，太平洋航運非執行董事及彭博亞太顧問委員會的成員。

## 生平
他亦曾任格羅夫納集團、香港商品交易所和香港鐵路的董事會成員。2007年4月之前，他是摩根士丹利的董事總經理，該公司的管理委員會的成員和摩根士丹利（Morgan Stanley）亞洲區主席。 在加入摩根士丹利之前，他在怡和集團（Jardine Matheson Group）亞洲工作了28年，1994年至2000年成為集團董事總經理或“大班”。2013年任职于金融發展局。

## 家庭
文禮信的父親是英軍隨行神職人員。文禮信生於蘇格蘭，曾就讀伊頓公學及劍橋大學。1971年移居香港，1972年加入怡和洋行當練習生，1979年成為集團菲律賓總經理。1980年代進身香港置地等多個董事局。2000年文禮信轉任摩根士丹利以上要職。